# ナヨタケ
ナヨタケ（en:Psathyrella corrugis） は、担子菌門のナヨタケ科及びナヨタケ属のタイプ種である。ヨーロッパではもともとAgaricus corrugisとして記載されていたこの種は無毒であると考えられているが、肉質がなく風味と食感に欠けている。食用にはならない。

## 命名法
ナヨタケ属の選定基準標本はPsathyrella gracilisであるが、P. corrugis はP. gracilisが初めて発表される27年前の1794年に発表されたため、P. corrugis が正しい名前である。ここでの名称はen:Index Fungorum（菌類名鑑）によるものである。

## 概要
傘は幅1～4cmで鐘形で、若い時は半透明であるが、成長するにつれて平らになり不透明になる。ひだはわずかに赤みがかっている。白っぽい柄は4～12cm、胞子は紫褐色で 楕円形で滑らかである。
枯れ木の周囲に生育しているのが見られる。
この種はen:Tubaria furfuraceaと共生することがある。類似の種にen:Candolleomyces candolleanusがある。

## ギャラリー

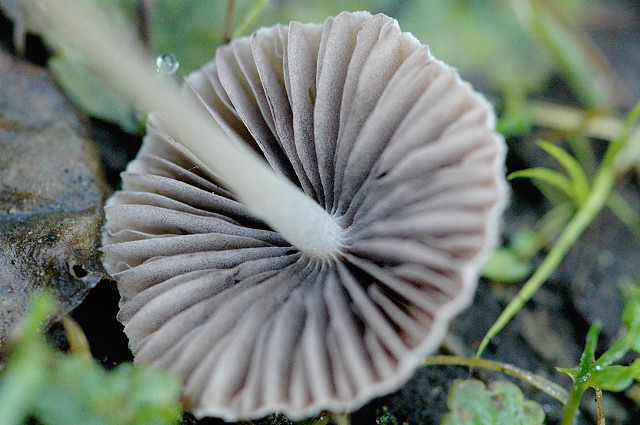
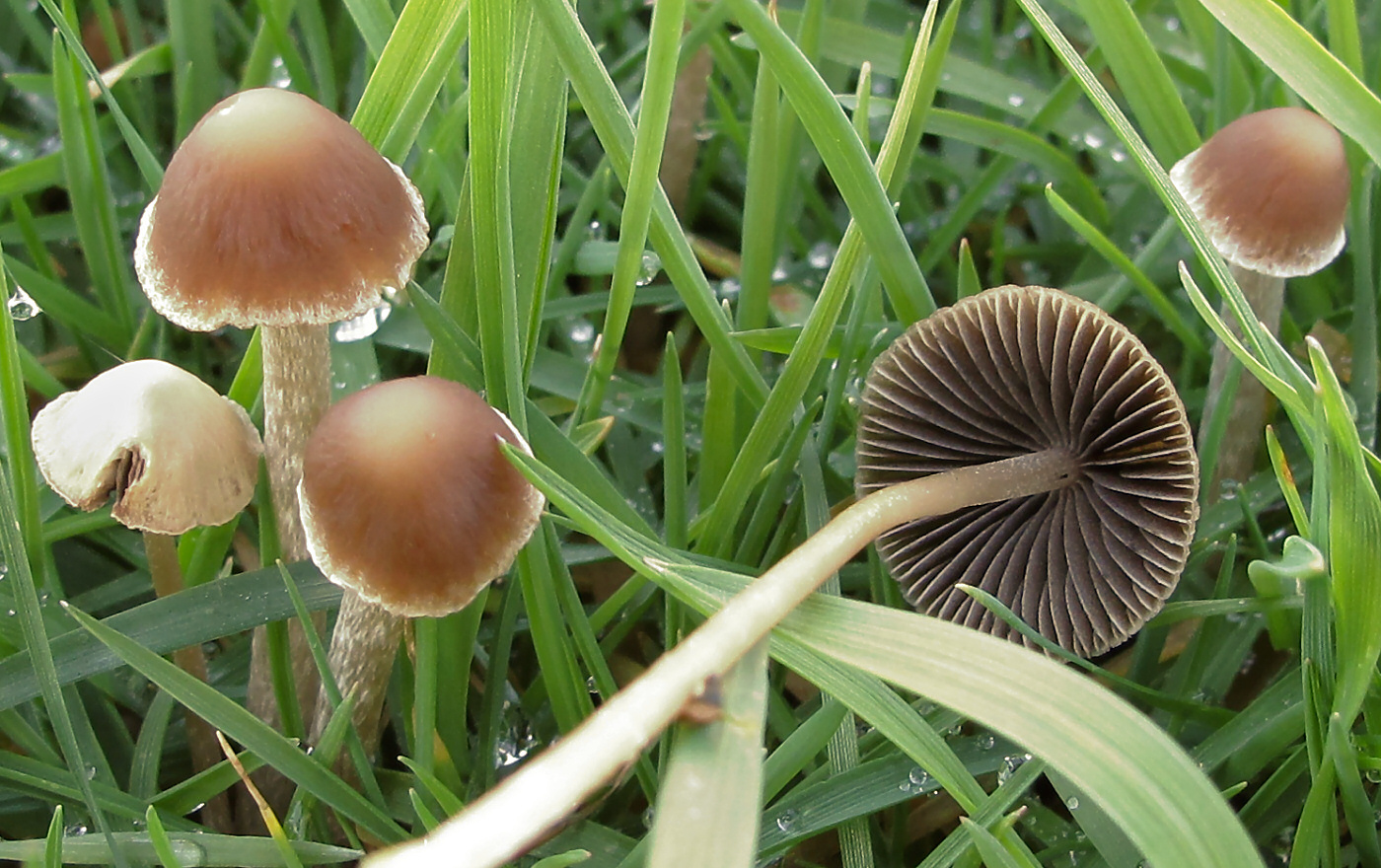
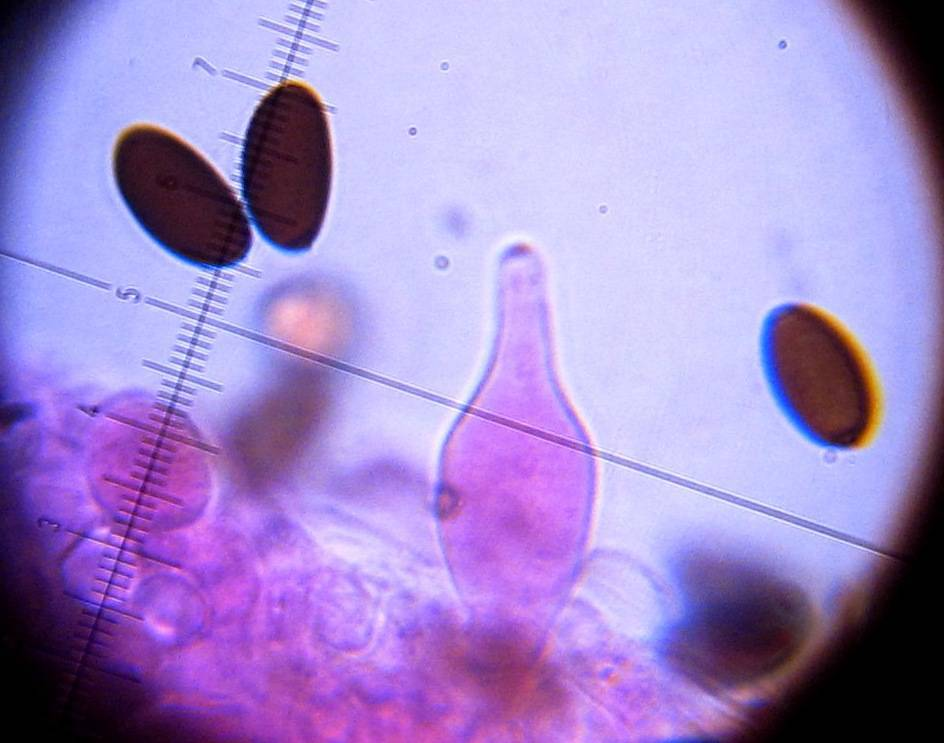
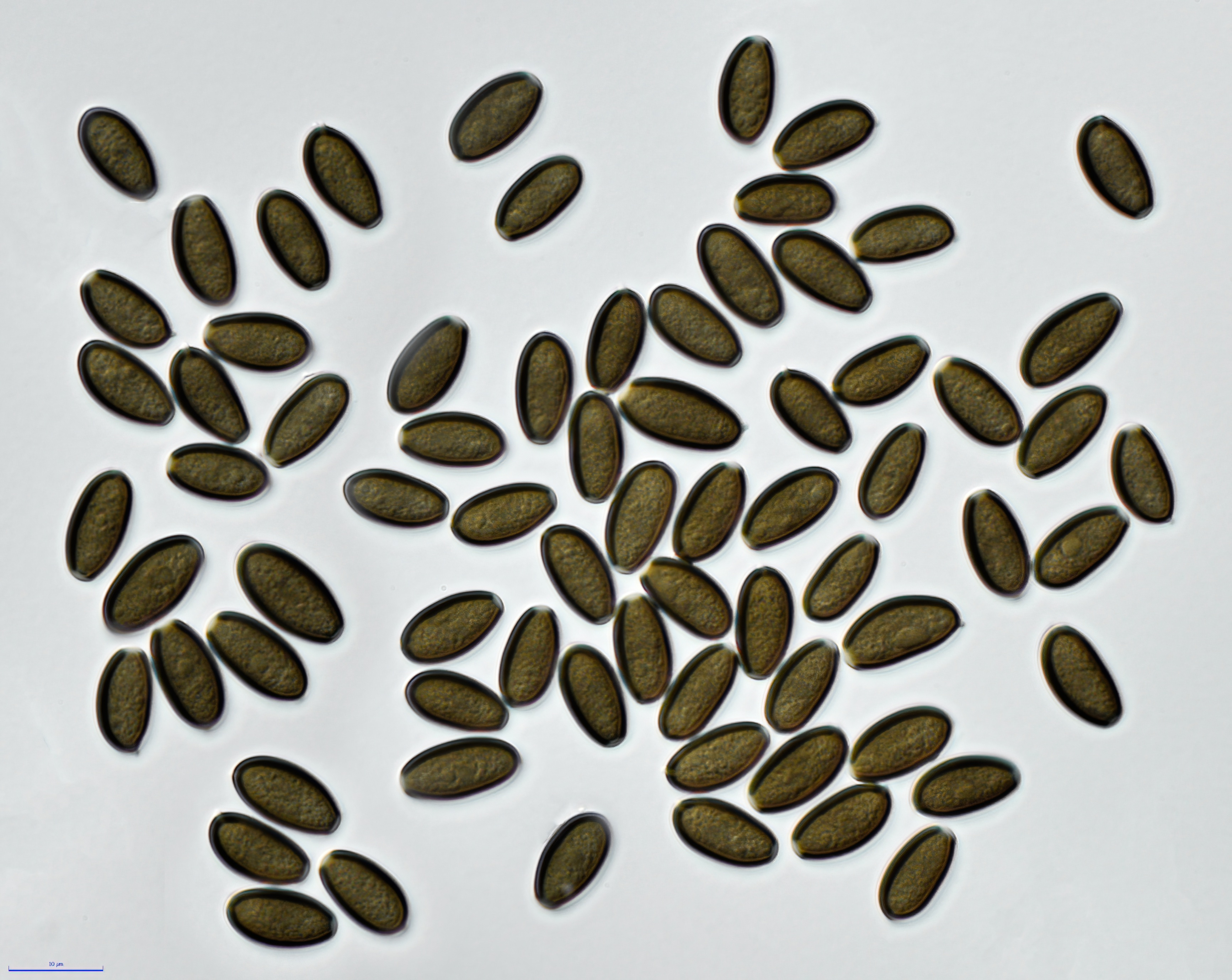